# ミア・コウト
ミア・コウト（Mia Couto,1955年7月5日-）とは、モザンビーク出身の作家である。彼のポルトガル語作品は22以上の国で出版され、広く翻訳されている。ポルトガル系モザンビーク人。

## 略歴
コウトの本名はアントーニオ・エミーリオ・レイテ・コウト（António Emílio Leite Couto）であり、1955年にポルトガル人の入植者の一家の二世としてポルトガル領モザンビークのベイラ市に生まれた。彼は母語のポルトガル語に加え、ンダウ語と英語を第二言語として話す。
14歳のときすでに現地の新聞に詩を発表している。17歳でベイラから首都のロウレンソ・マルケス（現マプート）に出て医科大学に入学。コウトはポルトガル系入植者としては少数派の道を歩み、高校時代にモザンビーク解放戦線（FRELIMO）に入党して、モザンビークの独立運動に加わった。1974年から1年間、FRELIMOの依頼によって学業を中断してTribunaのジャーナリストとして働く。1975年のモザンビーク独立後、雑誌や新聞の記者として働く一方で、文芸活動をも始めた。1983年に詩集Raiz de Orvalhoが出版される。1985年には生物学を学びなおすためにジャーナリズムの世界を離れる。1986年に出版された短編集Vozes Anoitecidas からコンスタントに作品を発表しつづけ、最初の小説『夢遊の大地』（Terra Sonâmbula ,1992）がジンバブエの国際書籍展で「20世紀のアフリカの書籍のうち、最も優れた12冊」に選ばれたことをきっかけに次第にコウトの詩や小説はモザンビークのみならず、ポルトガルやアフリカ諸国、さらにはブラジルの読者にまで広く読まれるようになった。90年代に入って作品の多くが英訳されることでさらに読者は世界に広まった。
コウト文学の最大の特徴は、なんといってもモザンビークという土地に固有の語彙やアフリカ的思想を作品内に投げ込むことで、ポルトガルという言語の再創造を試みながら、まったく新しいアフリカ的な語りの文学を生み出していることである。様式的には現代ラテンアメリカ文学の魔術的リアリズムの影響を受けているといわれ、また、その文体はブラジルのジョアン・ギマランエス・ローザの『大いなる奥地』の影響を受けているという指摘もある。だが、コウト自身は（2019年4月28日付Público紙のインタビューで（https://www.publico.es/culturas/entrevista-mia-couto-mia-couto-criatura-frontera-blanco-africano.html?utm_source=facebook&utm_medium=social&utm_campaign=publico&fbclid=IwAR2Y-BLQ5usp_39l28AUcV5KI5Nbu3TuQvgbWPpP8RaM5xfqZW94z3H6MHA））、外部からマジックリアリズムと呼ばれるものは、じつは、南部アフリカの自分が住んでいる土地の人間からすればリアリズムそのものなのだ、と語っている。
2007年4月に、コウトはラテン連合のロマンス語賞を受賞した最初のアフリカ人作家となった。コウトはポルトガル語圏で同賞を受賞した4人のうちの1人となり、12,000ユーロを獲得した。
2013年6月10日にコウトはケルス宮殿にて、ポルトガル大統領アニーバル・カヴァコ・シルヴァとブラジル大統領ジルマ・ルセフにより、ポルトガル語圏最高の文学賞であるカモンイス賞を授与された。また、2014年にはノイシュタット国際文学賞を受賞、翌2015年には国際ブッカー賞の最終候補者にもなった。

## 作品
- Raiz do Orvalho (poetry, 1983)
- Vozes Anoitecidas (short stories, 1986). [Voices made night. Translated by David Brookshaw. (1990) ISBN 0435905708]
- Cada Homem É uma Raça (short stories, 1990) ISBN 9722100718
- Cronicando (crônicas, 1991) ISBN 972210585X
- Terra Sonâmbula（ポルトガル語版、英語版） (novel, 1992) ISBN 9722107909 [ Sleepwalking Land. Translated by David Brookshaw. (2006) ISBN 185242897X]
- Estórias Abensonhadas (short stories, 1994) ISBN 9722109332
- Every man is a race [Translation of selected works from: Cada homem é uma raça, and Cronicando; translated by David Brookshaw] (1994) ISBN 0435909827
- A Varanda do Frangipani (novel, 1996) ISBN 9722110500 [Under the frangipani. Translated by David Brookshaw. (2001) ISBN 0864863780]（第1章「死んだ男の夢」が英語から、くぼたのぞみによって月刊「すばる」2017.5に訳出される）
- Contos do Nascer da Terra (short stories, 1997)
- Mar Me Quer (novella, 1998)
- Vinte e Zinco (novella, 1999) ISBN 9722112503
- Raiz de orvalho e outros poemas (1999) ISBN 972211302X
- O Último Voo do Flamingo (novel, 2000) ISBN 9722113348
- Mar me quer (2000)
- O Gato e o Escuro (children's book, 2001)
- Na Berma de Nenhuma Estrada e Outros Contos (short stories, 2001)
- Um Rio Chamado Tempo, uma Casa Chamada Terra (novel, 2002)
- Contos do Nascer da Terra (short stories, 2002)
- O País do Queixa Andar (crônicas, 2003)
- O Fio das Missangas (short stories, 2003)
- A chuva pasmada (2004) ISBN 9722116541
- Pensatempos: textos de opinião (2005) ISBN 9722116878
- O Outro Pé da Sereia (novel, 2006) ISBN 9722117955
- Venenos de Deus, Remédios do Diabo (novel, 2008) ISBN 9789722119870
- Jesusalém (novel, 2009)
- A Confissão da Leoa (novel, 2012) [Confession of the Lioness. Translated by David Brookshaw (2015). ISBN 9780374129231]
- Pensativities: Selected Essays. Translated by David Brookshaw (2015). ISBN 978-1771960076
- Mulheres de cinzas (the first book of the trilogy As Areias do Imperador) (2015) [Woman of the Ashes. Translated by David Brookshaw (2018). ISBN 9780374292270]
- A Espada e a Azagaia (the second book of the trilogy As Areias do Imperador) (2016)
- O Bebedor de Horizontes (the third book of the trilogy As Areias do Imperador) (2017)

## 註
1. 1 2 3 4  岸和田仁「モザンビークを世界に発信した男たち（下） E・モンドラーネとM・コウト」『ラティーナ』670号、2009年12月
2. ↑  “Mia Couto partilha Prémio Camões com a gente anónima de Moçambique”. Expresso. (2013年6月10日) 2013年7月1日閲覧。